# Ludwig August von Stutterheim

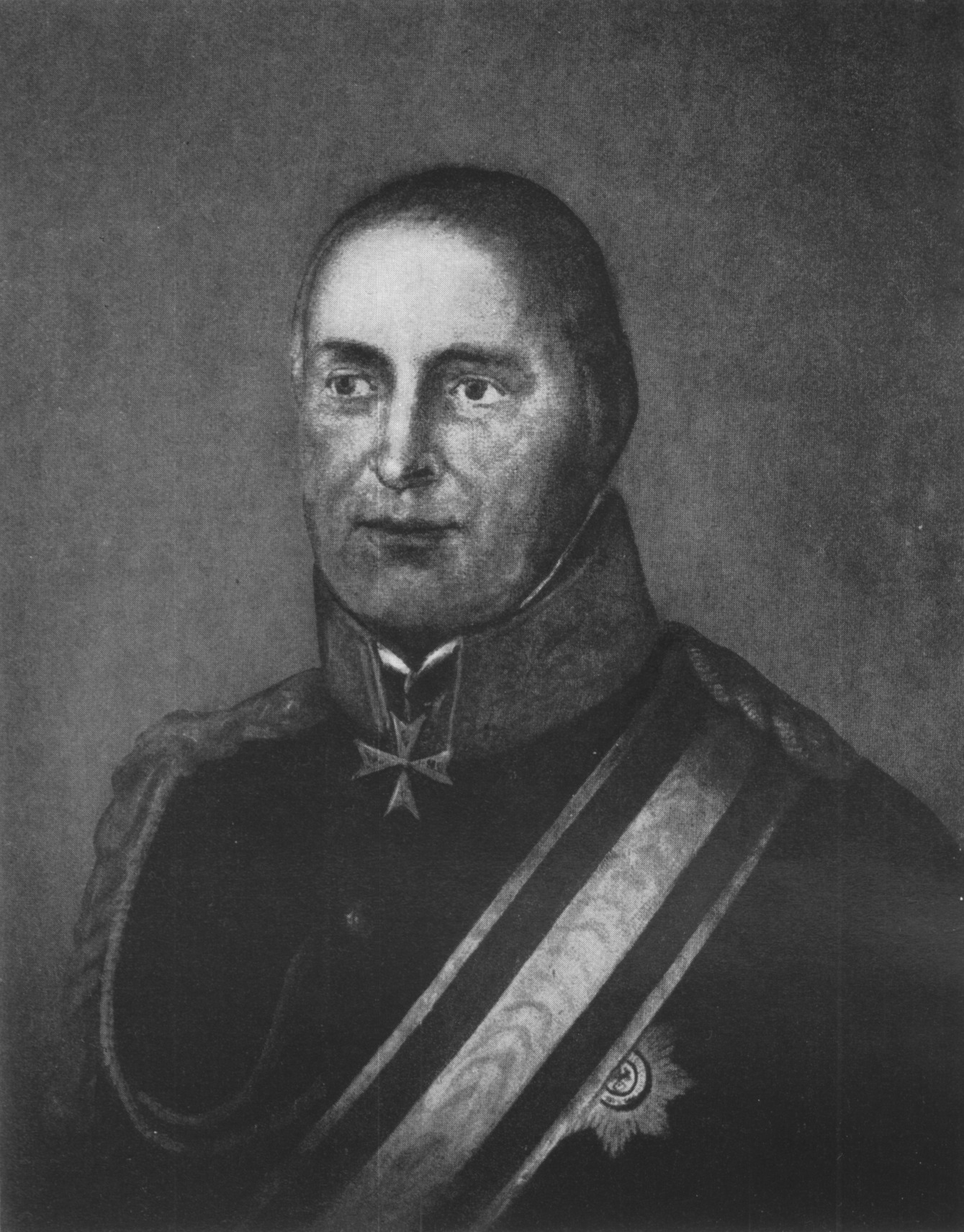
Ludwig August von Stutterheim

Ludwig August Wilhelm von Stutterheim (* 4. Juni 1751 in Köslin, Pommern; † 13. Oktober 1826 in Königsberg) war ein preußischer Offizier, zuletzt General der Infanterie.

## Leben
Ludwig August war der Sohn des späteren preußischen Generalleutnants Joachim Friedrich von Stutterheim (1715–1783).
Stutterheim trat am 4. Februar 1763 als Gefreiterkorporal in das Infanterieregiment „von Stutterheim“ Nr. 30 der Preußischen Armee ein, dessen Chef sein Vater war. Dort wurde er am 3. Januar 1770 zum Sekondeleutnant befördert. Bei gleichzeitiger Beförderung zum Premierleutnant folgte am 29. Juni 1773 seine Versetzung zum Infanterieregiment „von Luck“ Nr. 53. Am 10. Juni 1776 wurde er Stabskapitän und am 1. Juli 1778 Kompaniechef. Als solcher nahm er am Bayerischen Erbfolgekrieg in Böhmen und Schlesien teil.
Am 2. April 1789 wurde er zum Infanterieregiment „von Koschembahr“ Nr. 55 versetzt und am 4. Juli 1790 zum Major befördert. Als solcher kämpfte er 1794 im Krieg gegen die Aufständischen in Polen beim Gefecht an der Rawka am 6. Juni, dem Entsatz von Thorn sowie Ende August bei der Belagerung von Warschau. Hierfür erhielt er am 29. August 1794 den Orden Pour le Mérite. Im November 1795 wurde er zur Ostpreußischen Füsilierbrigade versetzt und im September 1797 zum Brigadier derselben ernannt. In dieser Stellung war er der Vorgesetzte Yorcks, für den er stets ein Muster strengster Pflichterfüllung war.
Am Krieg von 1806/07 gegen Frankreich nahm er ebenfalls teil und wurde für „sein einsichtiges und tapferes Verhalten“ in der Schlacht bei Preußisch Eylau am 8. März 1807 außer der Reihe zum Generalmajor befördert. Nach dem Kriege gehörte Stutterheim zu den Mitgliedern der Untersuchungskommission, die das Verhalten der während der Feldzüge in Gefangenschaft geratenen Offiziere beurteilen sollte. König Friedrich Wilhelm III. erkannte seine Wirksamkeit durch ein sehr gnädiges Kabinetsschreiben an und verlieh ihm am 9. Juli 1809 die I. Klasse des Roten Adlerordens.
Am 11. Dezember 1809 wurde er zum Gouverneur von Königsberg ernannt, am 26. November 1811 trat er als Generalleutnant vorübergehend in den Ruhestand, kehrte aber am 18. Juli 1813 als Militärgouverneur des Landes zwischen Weichsel und Oder, in den aktiven Dienst zurück. Am 8. Juni 1814 wurde er zum zweiten Mal Gouverneur von Königsberg. Unter Verleihung des Schwarzen Adlerordens wurde Stutterheim mit Pension am 13. Juni 1825 in den Ruhestand verabschiedet. Vorher hatte er am 30. März 1824 noch den Charakter als General der Infanterie erhalten. Er starb am 13. Oktober 1826 in Königsberg.

## Familie
Stutterheim war seit 1784 mit Luise Charlotte Albertine Juliane (1765–1869), Tochter des preußischen Generalmajors Carl Ludwig von Ingersleben verheiratet.
Er adoptierte seinen Adjutanten und Neffen, den Freiherren Leopold von Schrötter (1791–1855), seinerzeit Königlich preußischer Premier-Lieutenant im 1. Leib-Husaren-Regiment.